# Sugitania lepida
Sugitania lepida är en fjärilsart som beskrevs av Butler 1879. Sugitania lepida ingår i släktet Sugitania och familjen nattflyn. Inga underarter finns listade i Catalogue of Life.